# Хайнальд, Лайош
Ла́йош Ха́йнальд (венг. Haynald Lajos, 3 октября 1816, Сечень, Венгерское королевство — 4 июля 1891, Калоча, Австро-Венгрия) — австро-венгерский кардинал. Епископ Трансильвании, Эрдели и Зибенбюргена с 15 октября 1852 по 12 сентября 1864. Титулярный архиепископ Карфагена с 12 сентября 1864 по 5 апреля 1867. Архиепископ Калочи с 5 апреля 1867 по 4 июля 1891. Кардинал-священник с 12 мая 1879, с титулом церкви Санта-Мария-дельи-Анджели-э-деи-Мартири с 22 сентября 1879. Ботаник, член Германской академии естествоиспытателей «Леопольдина», почётный член Венгерской академии наук.

## Биография
15 октября 1839 года Лайош Хайнальд был рукоположён в священника, после чего изучал богословие в Эстергоме, Вене и Трнаве. В 1841 году он закончил своё богословское образование, получив научную степень доктора богословия. С 1842 по 1846 год Лайош Хайнальд преподавал в Эстергоме богословие и занимался научными исследованиями в области ботаники. В 1846 году стал секретарём князя-примаса Копачи, который отправил его в этом же году в Париж для изучения канонического права. В 1848 году Лайош Хайнальд вернулся на родину, где он стал канцлером принца-примата Ковачи. В 1849 году Лайош Хайнальд отказался подписать Декларацию о независимости Венгрии, за что был лишён своей должности.

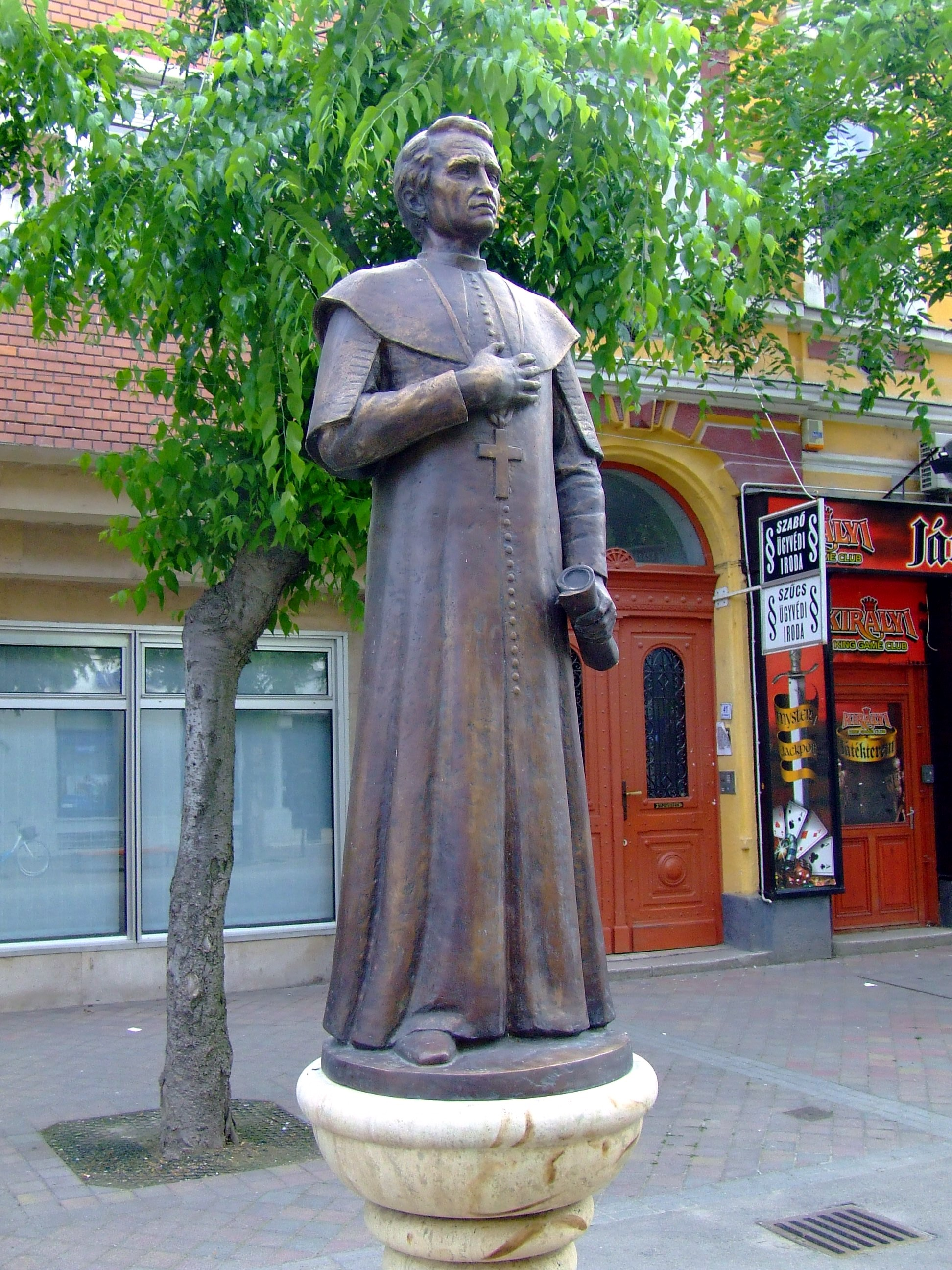
Памятник Лайошу Хайнальду, Калоча, Венгрия

15 марта 1852 года Римский папа Пий IX назначил Лайоша Ханальда вспомогательным епископом епархии Трансильвании, Эрдели и Зибенбюргера и титулярным епископом Хеврона. 15 августа 1852 года состоялось рукоположение Лайоша Хайнальда в епископа, которое совершил архиепископ Эстергома Янош Щитовский.
15 октября 1852 года Римский папа Пий IX назначил Лайоша Хайнальда епископом Трансильвании, Эрдели и Зибенбюргена. 12 сентября 1864 года Лайош Хайнальд подал в отставку и в этот же день был назначен титулярным архиепископом Карфагена. До 1867 года проживал в Риме, где работал в Священной Конгрегации чрезвычайных церковных дел. 5 апреля 1867 года Римский папа Пий IX назначил Лайоша Хайнальда архиепископом Калочи.
В 1870 году участвовал в работе Первого Ватиканского собора, где вместе с архиепископом Диаковара Йосипом Штросмайером был одним из главных противников принятия догмата о папской непогрешимости. Несмотря на эту позицию, Лайош Хайналь принял постановления Первого Ватиканского собора.
12 мая 1879 года Римский папа Лев XIII избрал Лайоша Хайнальда кардиналом-священником с титулом Санта-Мария-дельи-Анджели-э-деи-Мартири.
Скончался 4 июля 1891 года в городе Калочи.

## Научная деятельность
Лайош Хайнальд занимался ботаникой. Его гербарий и ботаническая библиотека были одной из крупнейших ботанических коллекций в Европе. Это собрание в дальнейшем была передана Венгерской академии наук. В 1867 году он стал членом Германской академии естествоиспытателей Леопольдина.